# Heinz Becker (Fußballspieler)
Heinz „Hein“ Becker (* 1915; † nach 1952) war ein deutscher Fußballspieler.

## Laufbahn
In der Saison 1951/52 spielte Heinz Becker für den 1. FC Köln in der Oberliga West. Die „Geißbock-Elf“ belegte unter Spielertrainer Hennes Weisweiler den fünften Rang und Becker absolvierte 14 Ligaspiele. Heinz Becker begann die Saison als Stammspieler auf Rechtsaußen neben den Leistungsträgern wie Paul Mebus, Josef Röhrig und Hans Schäfer. Am Rundenschlusstag, den 20. April 1952, stürmte er nochmals beim 4:0-Erfolg gegen Preußen Münster am rechten Flügel. Sportlich herausragend war für ihn der 3:2-Heimerfolg am 26. August 1951 gegen Borussia Dortmund vor 35.000 Zuschauern.
Von 1951 bis 1954 spielte sein Namensvetter Franz Becker ebenfalls für die Geißböcke, weshalb jener gelegentlich auch als Becker I, Heinz Becker hingegen als Becker II bezeichnet wurde.

## Vereine
- bis 1951 VfL Köln 1899